# Jean Tharaud

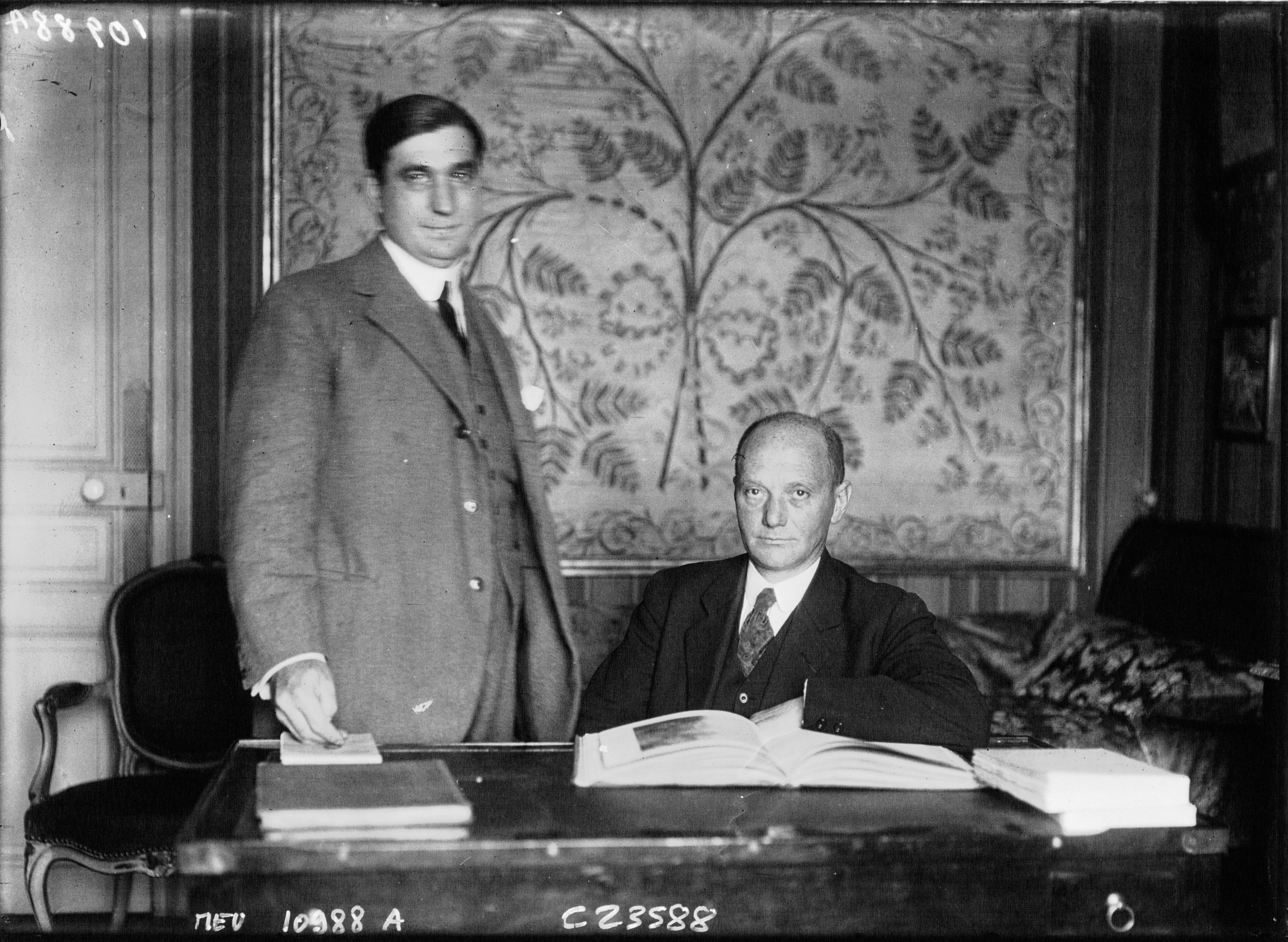
Jean Tharaud (l.) mit seinem Bruder Jérôme

Jean Tharaud (Geburtsname: Charles Tharaud; * 9. Mai 1877 in Saint-Junien, Département Haute-Vienne; † 8. April 1952) war ein französischer Schriftsteller, der 1946 Mitglied der Académie française wurde. Sein älterer Bruder Jérôme Tharaud, mit dem er einen Großteil seiner Romane schrieb und mit dem er für Dingley, l’illustre écrivain 1906 den renommierten Prix Goncourt erhielt, wurde bereits 1938 Mitglied der Akademie.

## Leben
Tharaud wuchs mit seinem älteren Bruder Jérome im Département Charente auf. Nachdem nach dem Besuch des Lycée in Angoulême seine Aufnahme an der Militärschule Saint-Cyr abgelehnt wurde, begab er sich nach Paris, um dort eine Ausbildung als Inspektor in der Finanzverwaltung zu beginnen. Allerdings entschloss er sich in Paris ein Studium der Philosophie zu beginnen und begann zusammen mit seinem Bruder seine schriftstellerische Tätigkeit. Zur Bestreitung des Lebensunterhalts arbeiteten beide als Sekretär des Politikers und Schriftstellers Maurice Barrès. Für ihren Roman Dingley, l’illustre écrivain erhielten die Brüder Tharaud 1906 den renommierten Prix Goncourt. 1907 nahm er an dem Einmarsch von Hubert Lyautey in Marokko teil und verarbeitete die dortigen Erlebnisse in zahlreichen Werken. Ein Großteil der schriftstellerischen Arbeiten befasste sich mit historischen und zeitgenössischen Themen, aber auch mit der Situation von Islam und Judentum. Da Jérome sich vor dem Krieg in Ungarn aufgehalten hatte, schrieben sie 1921 ein Buch über die Umstürze in Ungarn seit 1918 und bedienten dabei nicht nur in der Titelwahl Quand Israël est roi (deutsch: Die Herrschaft Israels) den französischen Antisemitismus.
Nachdem sein Bruder bereits 1938 zum Mitglied der Akademie gewählt worden war, wurde er selbst am 14. Februar 1946 mit 13 Stimmen gegen sieben Stimmen für den Schriftsteller Maurice Bedel zum Mitglied der Académie française und nahm dort als Nachfolger von Louis Bertrand bis zu seinem Tod den vierten Sessel (Fauteuil 4) ein. Die Brüder Tharaud waren damit nach Maurice de Broglie und Louis de Broglie, die 1934 beziehungsweise 1944 Mitglieder wurden, das zweite Brüderpaar, das im 20. Jahrhundert Mitglied der Académie française wurde. Jean Tharaud war darüber hinaus ebenso wie sein Bruder Offizier der Ehrenlegion.

## Veröffentlichungen
- La reine de Palmyre, 1898
- Le Coltineur débile, 1898
- La lumière, 1900
- Dingley, l’illustre écrivain, 1902
- Contes de la Vierge, 1902
- Les Hobereaux, 1904
- L’ami de l’ordre, 1905
- Les frères ennemis, 1906
- La ville et les champs (1870-1871), 1907
- Bar-Cochebas, 1907
- Déroulède, 1909
- La maîtresse servante, 1911
- La fête arabe, 1912
- La bataille à Scutari d’Albanie, 1913
- La tragédie de Ravaillac, 1913
- La mort de Déroulède. Paul Déroulède. La vie et la mort de Paul Déroulède, 1914
- L’ombre de la croix, 1917
- Rabat, ou les heures marocaines, 1918
- Une relève, 1919
- Un royaume de Dieu, 1920
- Marrakech ou les seigneurs de l’Atlas, 1920
- Quand Israël est roi, 1921
- L’invitation au voyage, 1922
- La randonnée de Samba Diouf, 1922
- La maison de Mirabeau, 1923
- Le Chemin de Damas, 1923
- Un drame de l’automne, 1923
- Au mur des pleurs, 1924
- Un grand maître n’est plus, 1924
- L’an prochain à Jérusalem, 1924
- Rendez-vous espagnols, 1924
- Monsieur France, Bergeret et Frère Léon, 1925
- Causerie sur Israël, 1926
- Notre cher Péguy, 1927
- Petite histoire des Juifs, 1927
- L’âme de Péguy. Pour les fidèles de Péguy, 1927
- En Bretagne, 1927
- Noël au Deux-Magots, 1927
- La Semaine Sainte à Séville, 1927
- La rose de Sâron, 1927
- Mes années chez Barrès, 1928
- La promenade de Sion-Vaudémont, 1928
- La séduction provençale, 1928
- La chronique des frères ennemis, 1929
- L’Empereur, le Philosophe et l’Évêque, 1930
- Fès ou les bourgeois de l’Islam. La nuit de Fès, 1930
- L’oiseau d’or, 1931
- Les bien-aimées, 1932
- Paris-Saïgon dans l’azur, 1932
- Histoires vraies, 1933
- La fin des Habsbourg, 1933
- La jument errante, 1933
- Quand Israël n’est plus roi, 1933
- Versailles, 1934
- Vienne la Rouge, 1934
- Les mille et un jours de l’Islam I : Les cavaliers d’Allah, 1935
- Le passant d’Éthiopie, 1936
- Cruelle Espagne, 1937
- Alerte en Syrie, 1937
- Les mille et un jours de l’Islam II : Les grains de la grenade, 1938
- L’envoyé de l’Archange, 1939
- Les contes de la Vierge, 1940
- Les mille et un jour de l’Islam III : Le rayon vert, 1941
- Contes de Notre-Dame, 1943
- Il était un petit navire, 1944
- Pour les fidèles de Barrès, 1944
- Vers d’almanach, 1945
- Le miracle de Théophile, 1945
- Fumées de Paris et d’ailleurs, 1946
- Vieille Perse et jeune Iran, 1947
- Le chemin d’Israël, 1948
- Les enfants perdus, 1948
- Pour les fidèles de Péguy, 1949
- Les mille et un jours de l’Islam IV : La chaîne d’or, 1950
- La double confidence 1951

in deutscher Sprache
- Aus Sturm und Not, Originaltitel La ville et les champs (1870–1871), 1909
- Der Schatten des Kreuzes, Originaltitel L’ombre de la croix, 1922
- Die Herrschaft Israels. Übertragen von C. Zell. Almathea, Zürich 1927.  Originaltitel Quand Israël est roi
- Warum die Vögel singen, Originaltitel Pourquoi les oiseaux chantent, 1930